# Hikmet Balioğlu
Hikmet Balioğlu (* 4. August 1990 in Manisa) ist ein türkischer ehemaliger Fußballspieler.

## Karriere

### Vereinskarriere
Hikmet Balioğlu kam in Manisa zur Welt und begann hier mit dem Vereinsfußball in der Jugend von Manisaspor. 2008 erhielt er einen Profi-Vertrag, spielte aber überwiegend für die Reservemannschaft. Im Laufe der Saison wurde er parallel zu seiner Tätigkeit bei der Reserve auch am Training der Profis beteiligt. So machte er am 31. März 2012 in der Pokalbegegnung gegen Kocaelispor sein Debüt als Profispieler.
Zum Frühjahr wurde er erst für eine halbe Saison und eine weitere an den Viertligisten Menemen Belediyespor ausgeliehen und kam hier gelegentlich zum Einsatz. Die Spielzeit 2010/11 verbrachte er ebenfalls als Leihspieler, diesmal beim Viertligisten Altınordu. Hier eroberte er sich schnell einen Stammplatz und hatte maßgeblichen Erfolg daran, dass sein Verein zum Saisonende in die drittklassige TFF 2. Lig aufstieg.
Im Sommer 2011 kehrte er zu Manisaspor zurück, saß jedoch überwiegend auf der Ersatzbank. Erst in der Rückrunde wurde er einige Male eingesetzt.
Zur Saison 2014/15 wechselte er zum Erstligisten Gençlerbirliği Ankara. Für die Rückrunde der Saison 2015/16 lieh ihn dieser Verein an den Zweitligisten Şanlıurfaspor aus. Im Sommer 2016 kehrte er zu Gençlerbirliği zurück und wurde anschließend freigestellt. Da er keinen neuen Verein finden konnte, blieb er in der Saison 2016/17 vereinslos. In der Rückrunde dieser Saison spielte er für Menemen Belediyespor.
Zur Saison kehrte er zu Manisaspor zurück.

### Nationalmannschaftskarriere
Balioğlu wurde 2009 zum ersten Mal für die türkische U-19-Nationalmannschaft nominiert und kam einmal zum Einsatz. Darüber hinaus wurde er im Mai 2012 für die zweite Auswahl der türkischen Nationalmannschaft nominiert.
Im Rahmen des Turniers von Toulon 2012 wurde Balioğlu im Mai 2012 für die zweite Auswahl der türkischen Nationalmannschaft berufen. Die türkische A2 nominierte hierfür Spieler, die jünger als 23 Jahre waren, um die Altersbedingungen für das Turnier zu erfüllen. Die Mannschaft schaffte es bis ins Finale und unterlag dort der Auswahl Mexikos.

## Erfolge
Zweite Auswahl der Türkischen Nationalmannschaft
- Vizemeisterschaft im Turnier von Toulon: 2012